# Роберт Лорн Гантер
Роберт Лорн Гантер (англ. Robert Lorne Hunter; 13 жовтня 1941, Сен-Боніфас, Манітоба — 2 травня 2005, Торонто, Канада) — канадський журналіст, активіст руху на захист навколишнього середовища, один із засновників і перший президент неурядової організації «Грінпіс».

## Біографія
У 60-ті роки, будучи журналістом-початківцем, Гантер писав статті для газет The Vancouver Sun і Winnipeg Tribune. Головними темами його публікацій були контркультура і захист навколишнього середовища.
Пізніше Гантер увійшов до складу групи ентузіастів, яка 15 вересня 1971 прибула на риболовецькому судні «Greenpeace» на Алеутські острови з метою висловити протест проти проведених там американських ядерних випробувань. Цей день і вважається датою заснування «Грінпіс».
Першим організацію очолив Боб Гантер. Спочатку головним завданням активістів, що входили в «Грінпіс», була боротьба проти розвитку ядерної енергетики, проте пізніше вони стали займатися також захистом природи і виступати за скорочення споживання викопних енергоносіїв.
Вважається, що виступи і публікації Гантера вперше привернули увагу міжнародної громадськості до проблеми винищення китів і тюленів, а також захоронення радіоактивних відходів в океані.
У 1998 у Боба Гантера діагностували рак. У 2004 він почав проходити курс лікування, проте вже 2 травня 2005 році його життя обірвалося.
У заяві, яку поширив «Грінпіс» після смерті Гантера, говорилося: «Дух цієї людини буде продовжувати жити в людях, яких він надихнув, китах, яких він врятував, і організації, яку він створив».